# 무릉역
무릉역(Mureung station, 武陵驛)은 경상북도 안동시 남후면 무릉리에 위치했던 중앙선의 역이었다.
1940년에 개역이 되어 오늘날에 이르렀으며, 역사는 1958년에 지어졌다.

## 역명 유래
1914년 행정구역 폐합에 따라 동트골, 중산, 몽곡, 묵늠을 병합하여 무릉리라 한다.

## 역사
- 1940년 3월 1일 : 보통역으로 영업 개시[1]
- 1950년 8월 7일 : 한국전쟁으로 역사 소실
- 1958년 6월 25일 : 역사 신축 준공
- 1961년 8월 1일 : 배치간이역으로 격하
- 1974년 3월 11일 : 소화물 취급 중지
- 1974년 12월 5일 : 보통역으로 승격
- 1977년 5월 7일 : 여객 취급 중지[2]
- 일자 불명 : 여객 취급 재개
- 2007년 6월 1일 : 여객 취급 중지
- 2020년 9월 23일 : 무릉역 ~ 단촌역 단선 개통 (운행선 변경)
- 2020년 12월 16일 : 폐역[3]

## 사진

역사 (광장쪽)
역사 (선로쪽)